# Enfermería obstétrico-ginecológica

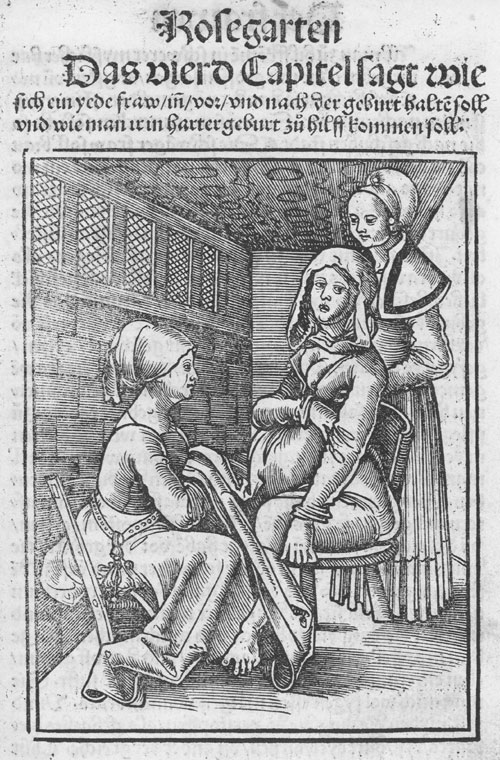
Una mujer dando a luz en una silla para parir, obra de Eucharius Rößlin.

En España, la enfermería obstétrico-ginecológica es una especialidad de la enfermería dedicada a brindar cuidados de enfermería a la mujer en todas las etapas de la vida, abarcando el aspecto reproductivo, especialmente durante el embarazo, parto y puerperio, aunque también otros aspectos como la sexualidad, los anticonceptivos o la menopausia.
En España, una enfermera obstétrico-ginecológica es reconocida de manera excepcional por la Confederación Internacional de Matronas (ICM) como un tipo de matrona (matrón).
De acuerdo con la Confederación Internacional de Matronas (una definición que también ha sido adoptada por la OMS y la Federación Internacional de Ginecología y Obstetricia), se define de la siguiente forma: “Una matrona es una persona que, habiendo sido admitida para seguir un programa educativo de obstetricia, debidamente reconocido por el Estado, ha terminado con éxito el ciclo de estudios prescritos en obstetricia y ha obtenido las calificaciones necesarias que le permitan inscribirse en los centros oficiales y/o ejercer legalmente la práctica de la obstetricia”.